# Forte da Barreta
O Forte da Barreta localizava-se nos Afogados, limite Sul de "Maurits Stadt" (a cidade Maurícia), atual Recife, no litoral do estado de Pernambuco, no Brasil.
Esta fortificação inscreve-se no contexto da segunda das invasões holandesas do Brasil.

## História
BENTO (1971) menciona o Forte da Barreta e o Forte dos Afogados como estruturas distintas, ao referir-se à cronologia da queda do Recife para o dia 17 de Janeiro de 1654.
Ver Forte Príncipe Guilherme.